# 高增爵
高增爵（1863年—1932年），字少农，陕西米脂人。清朝及中华民国政治人物。

## 生平
清朝光绪十七年（1891年），高增爵中举人。光绪十八年（1892年）中进士，同年五月，授内阁中书，升玉牒馆修校。此后不久，任四川眉州知州、资州知州，任内率领民团镇压了当地的义和拳并杀死了义和拳首领。后来，当地遭灾，他主办粥厂并发放赈济款。在资州任职期间，他曾经惩办传教士。 后来他升任成都府知府，任内兴修水利并认真清理积压案件。光绪三十三年（1907年），王寅伯在成都捉拿了革命党人，经高增爵劝说，使革命党人杨维、黄方等免死。后来，他担任四川巡警道。
中华民国成立后，1913年10月到1914年1月，他署陕西民政长。卸任后，他到北京任国会参议院议员、大总统府顾问，曾经上书要求减免陕北地区各县的田粮负担。晚年，他在天津闲居。
1932年，高增爵逝世。

## 著作
- 《北山草堂诗稿》[1]